# Киевская картинная галерея
Ки́евская карти́нная галере́я (укр. Київська картинна галерея; в 1936—2017 годах — Ки́евский музе́й ру́сского иску́сства [сокр. КМРИ, Київський музей російського мистецтва]) — украинский государственный художественный музей, учрежденный в Киеве в 1922 году; крупнейшее собрание русского изобразительного искусства за пределами современной России. Главная музейная экспозиция расположена в историческом особняке сахарозаводчика и общественного деятеля Ф. А. Терещенко по адресу Терещенковская улица, 9.

## История
Галерея русского искусства была основана в 1922 году на базе национализированных частных собраний, основу составила коллекция семьи Терещенко. В 1934 года галерея получила статус музея.

## Коллекция
В музее есть отделы древнерусского искусства, русского искусства XVIII — начала XX века и советского искусства, в которых представлена живопись, скульптура, графика, декоративно-прикладное искусство. Открыты более 30 залов, собрание включает в себя более 12 тысяч предметов.

### Отдел древнерусского искусства
Среди древнейших произведений искусства в собрании музея — икона домонгольского периода «Борис и Глеб», памятник, созданный в Новгороде на рубеже XIII — XIV веков.

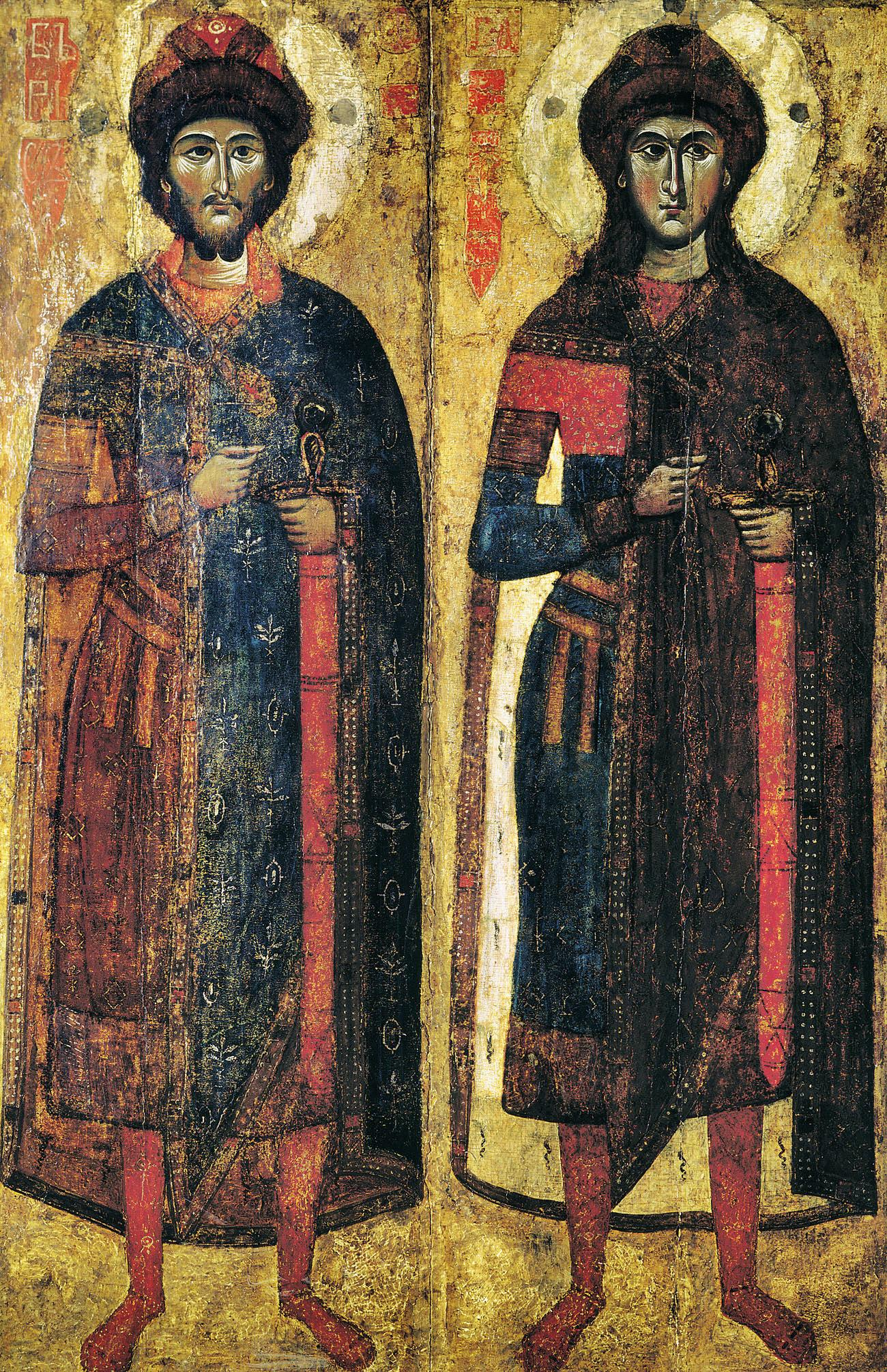
Икона «Борис и Глеб», XIII — начало XIV вв., в басменном окладе XVII — XVIII вв.
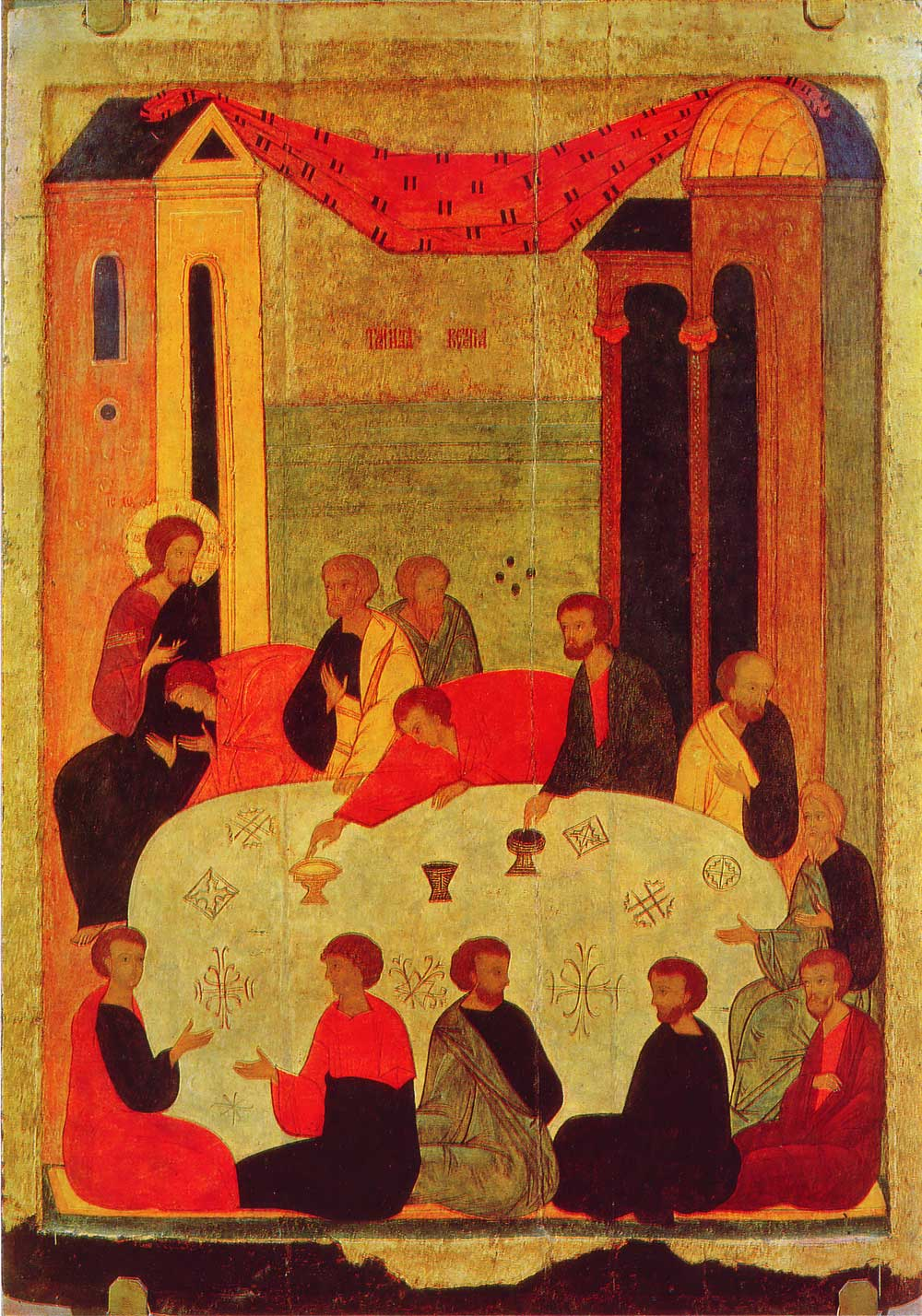
Икона «Тайная вечеря», конец XV в.
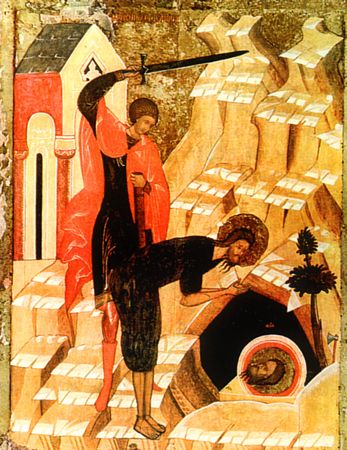
Икона «Усекновение главы Иоанна Предтечи», вторая половина XVI в.

### Отдел русского искусства XVIII – начала XX века
В отделе русского искусства XVIII – начала XX века представлены произведения И. К. Айвазовского, М. М. Антокольского, В. М. Васнецова, В. В. Верещагина, М. А. Врубеля, Н. Н. Ге, К. А. Коровина, И. Н. Крамского, А. И. Куинджи, Б. М. Кустодиева, Д. Г. Левицкого, К. В. Лемоха, В. Е. Маковского, К. Е. Маковского, В. Г. Перова, В. Д. Поленова, И. Е. Репина, Н. К. Рериха, П. А. Сведомского, З. Е. Серебряковой, В. А. Серова, Р. Г. Судковского, В. А. Тропинина, И. И. Шишкина, К. Ф. Юона, Н. А. Ярошенко и других авторов.

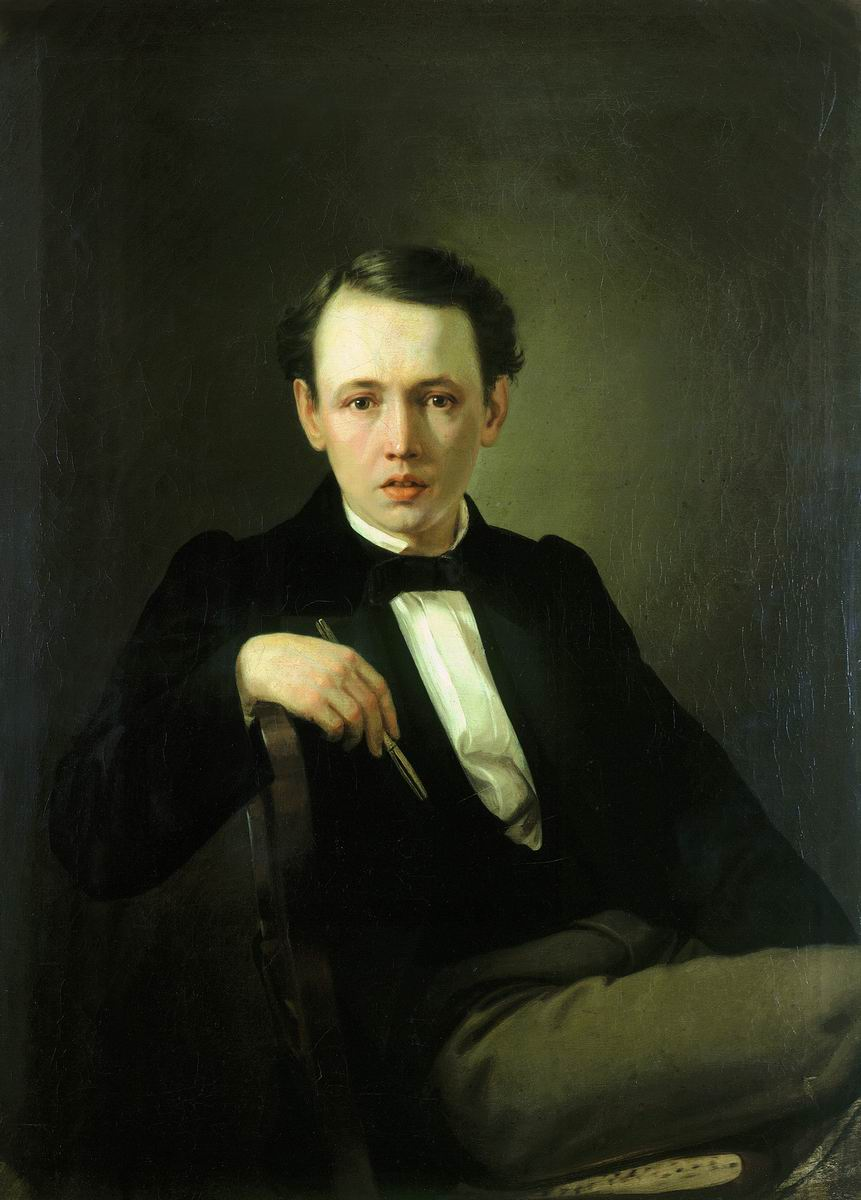
Василий Перов. «Автопортрет», 1851 г.
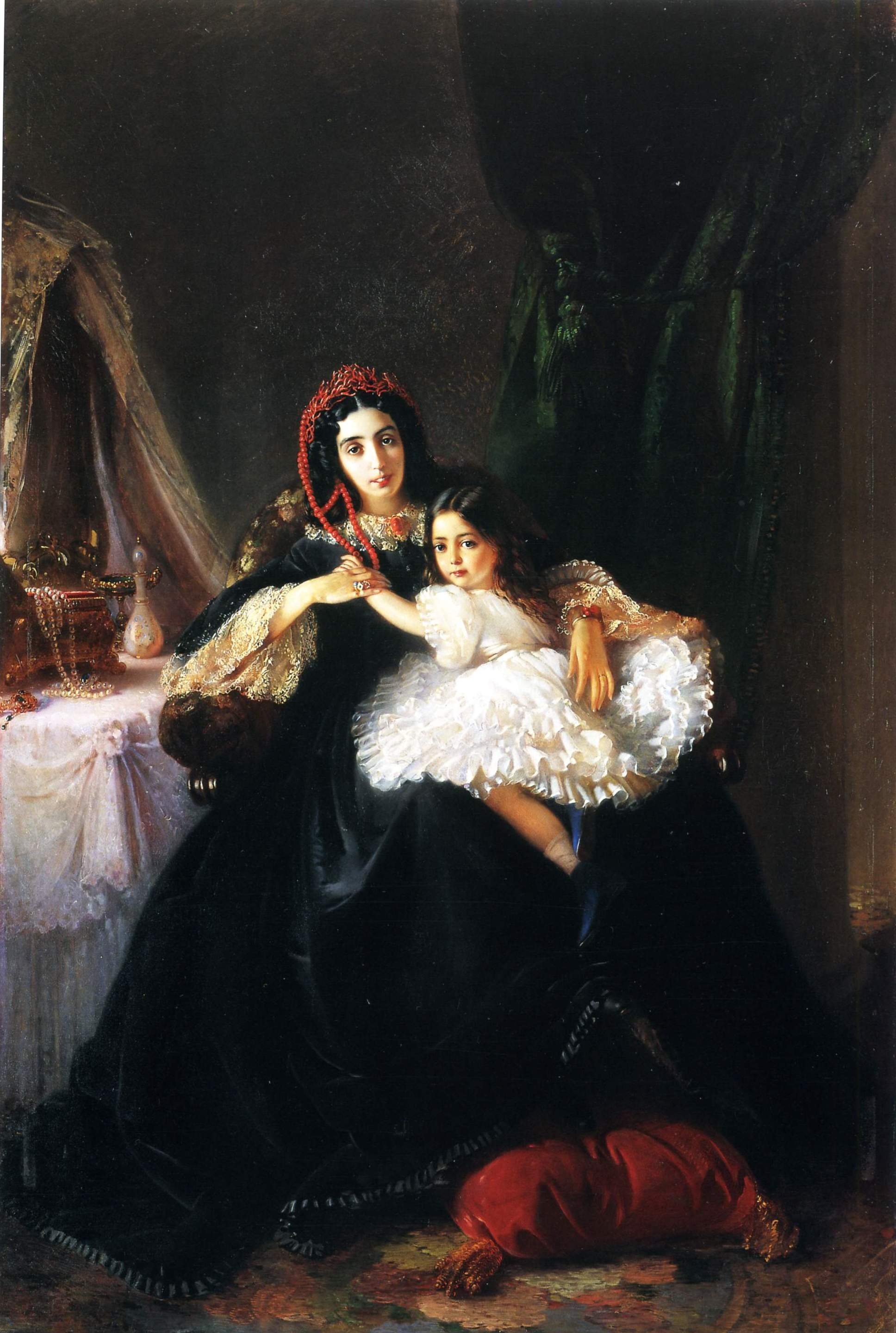
Константин Маковский. «Портрет графини А. Д. Ржевуской с дочерью», 1860-е гг.
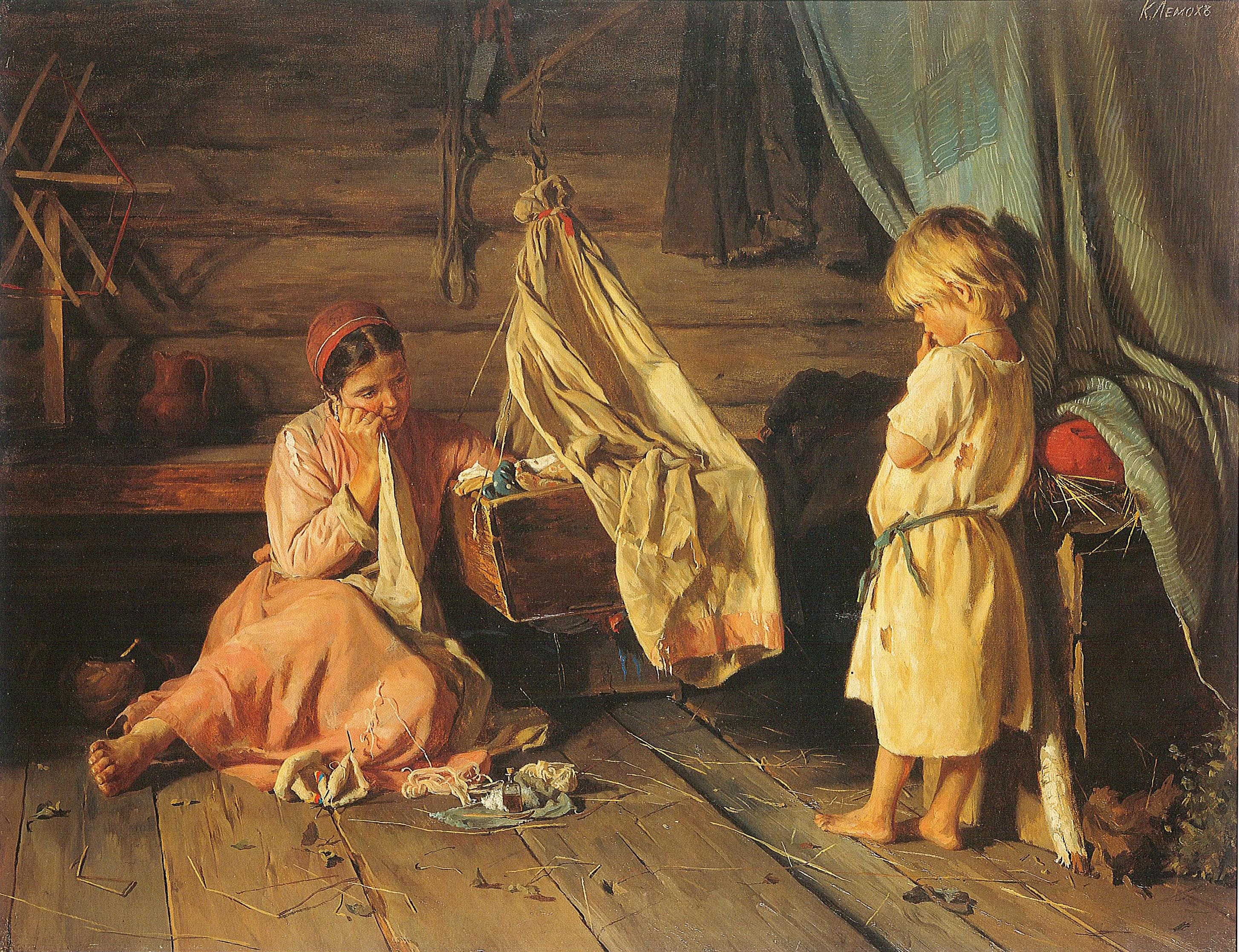
Кирилл Лемох. «У люльки» / «Больное дитя», 1875 г.
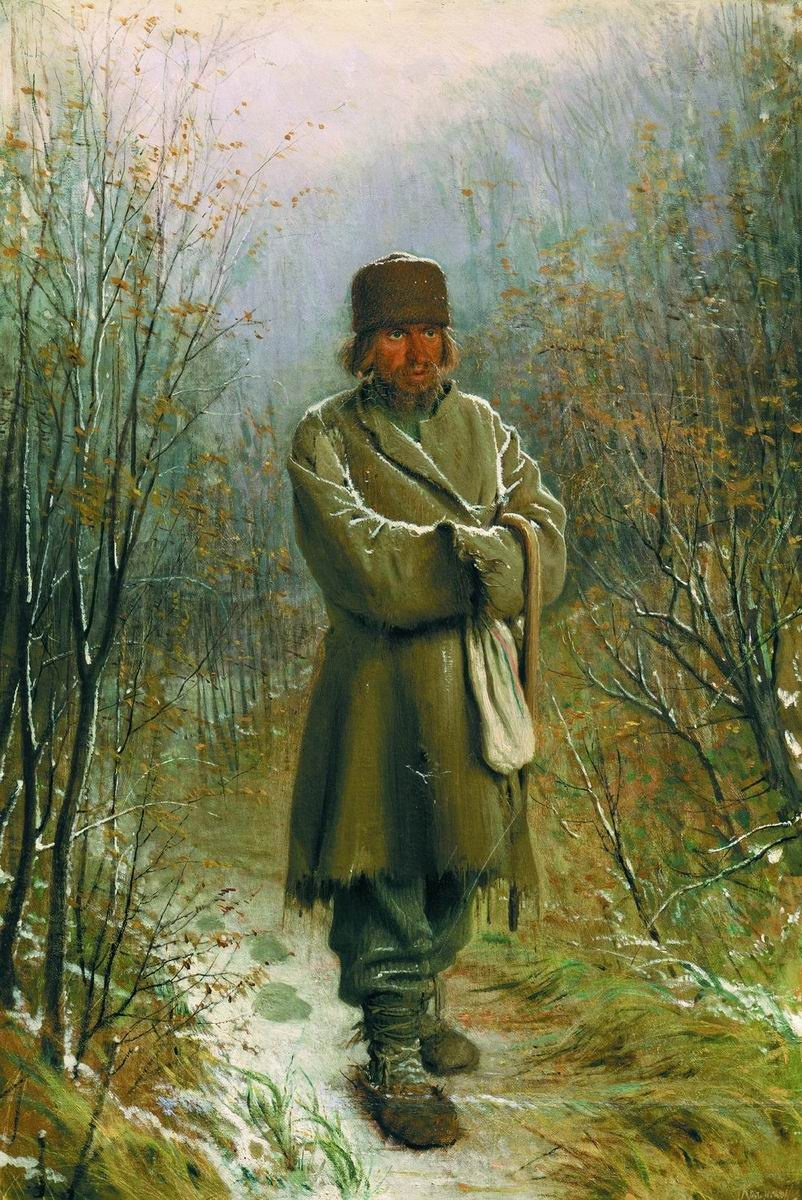
Иван Крамской. «Созерцатель», 1876 г.
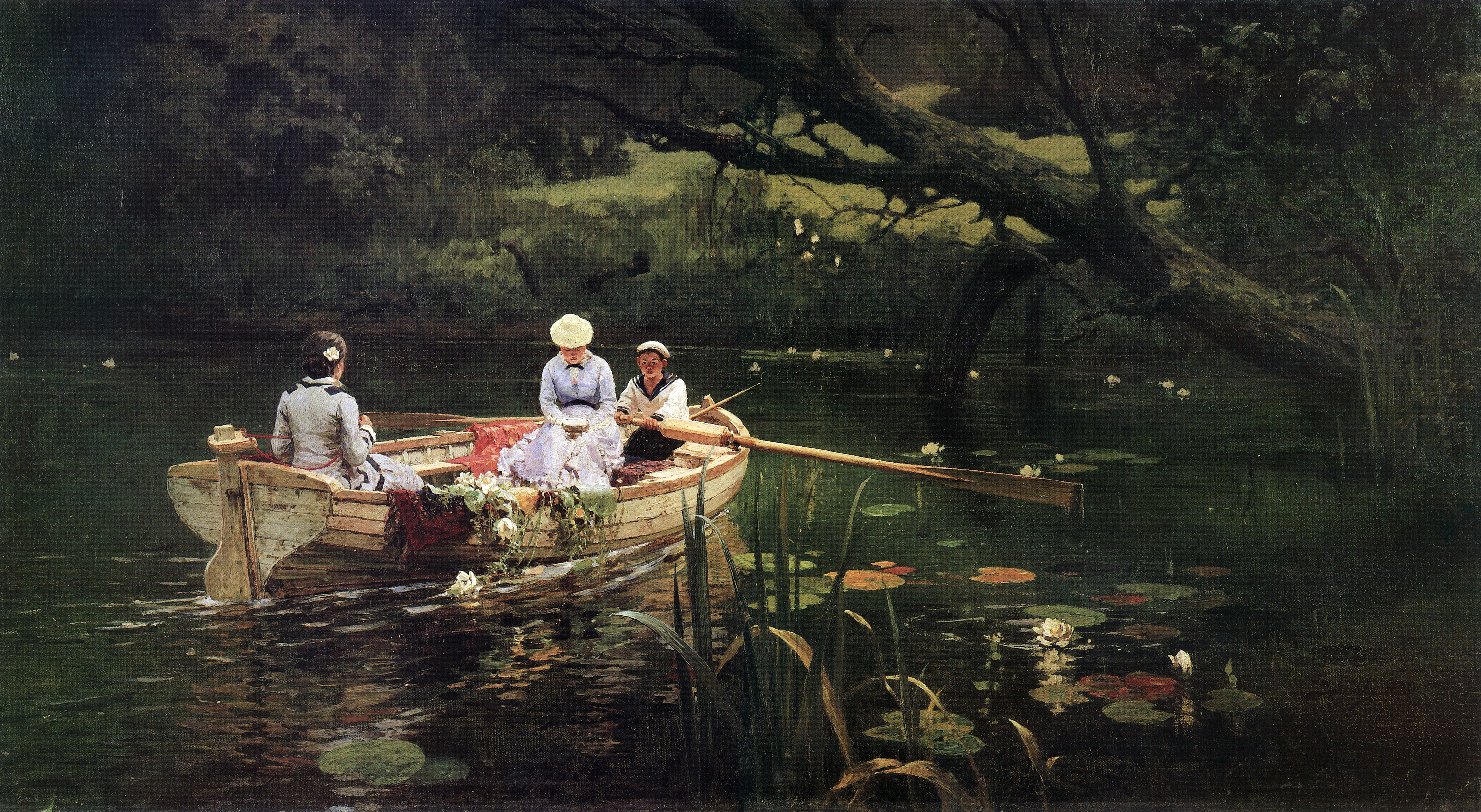
Василий Поленов. «На лодке. Абрамцево», 1880 г.
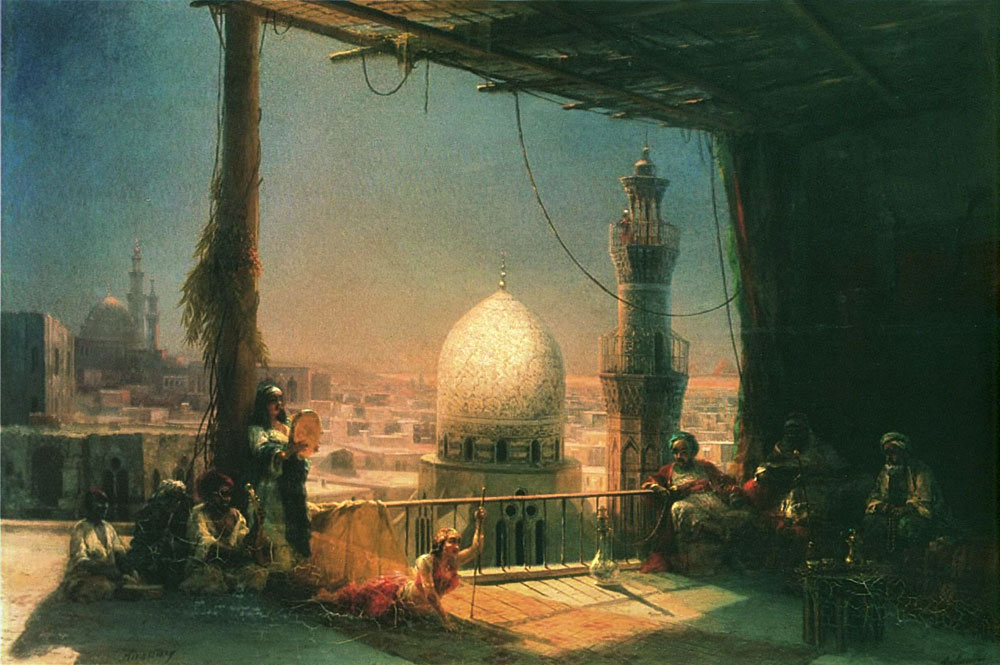
Иван Айвазовский. «Сцены из каирской жизни», 1881 г.
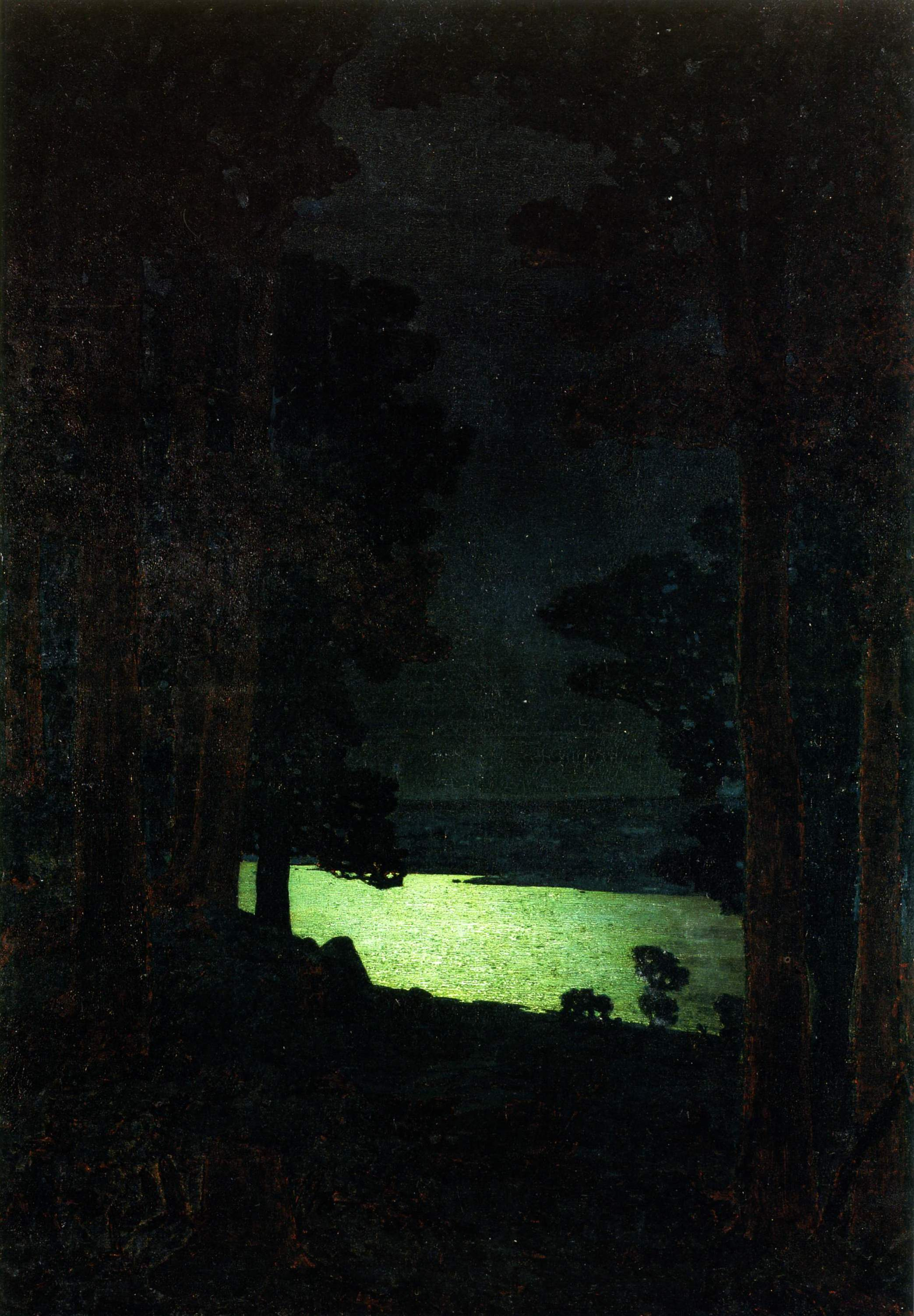
Архип Куинджи. «Ночь на Дону», 1882 г.
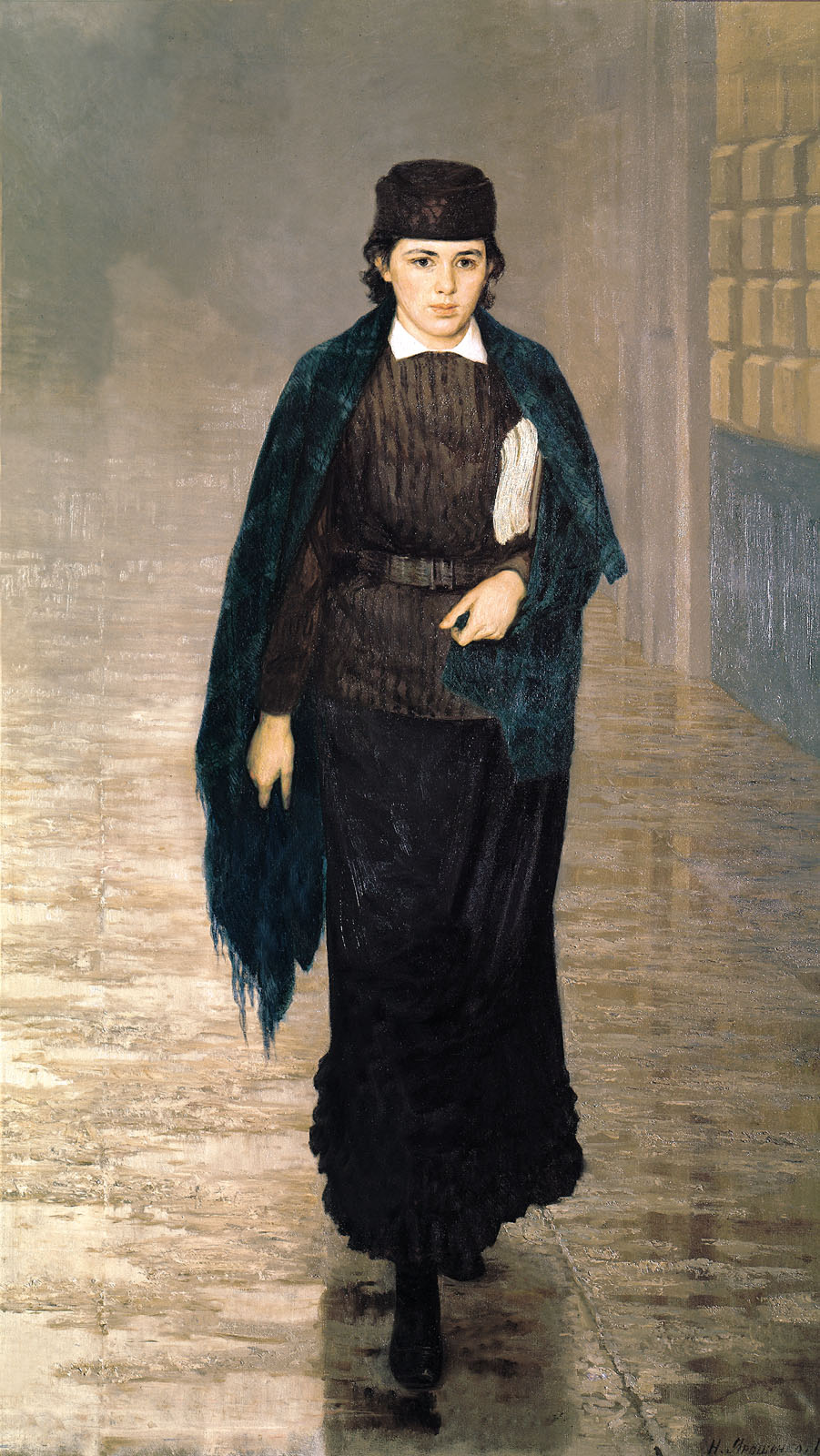
Николай Ярошенко. «Курсистка», 1883 г.
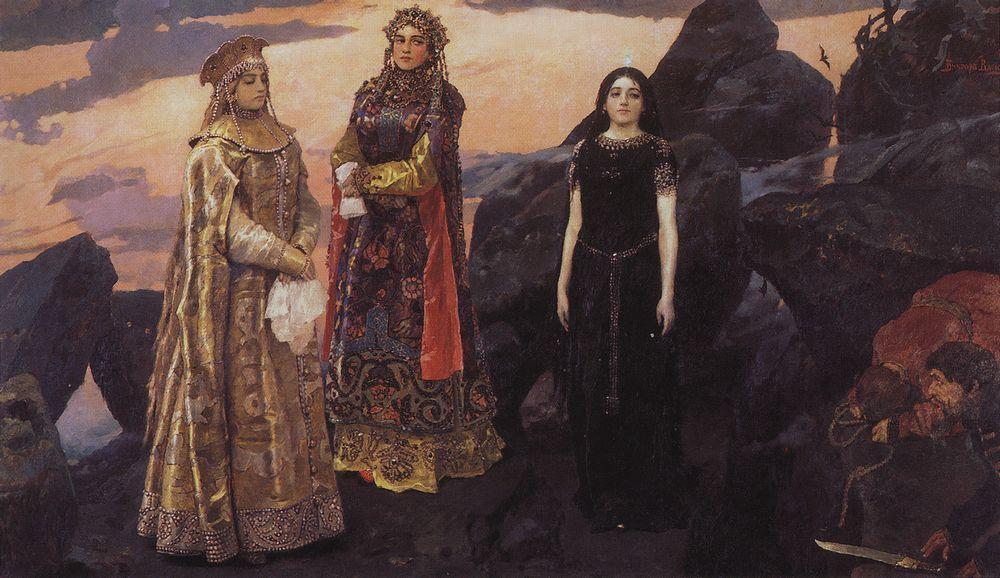
Виктор Васнецов. «Три царевны подземного царства», 1884 г.
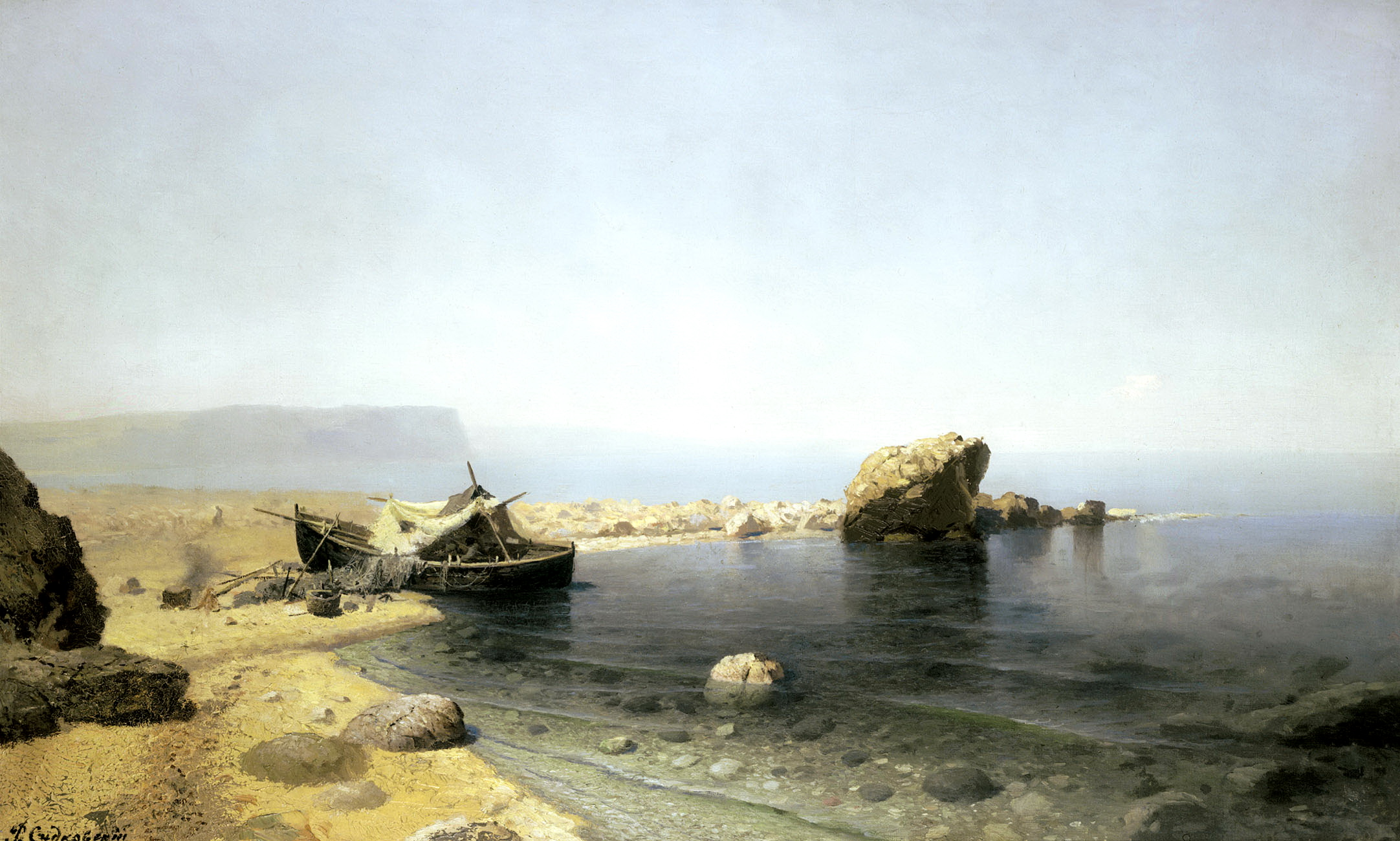
Руфин Судковский. «Прозрачная вода» / «Мёртвый штиль», 1879-1885 г.
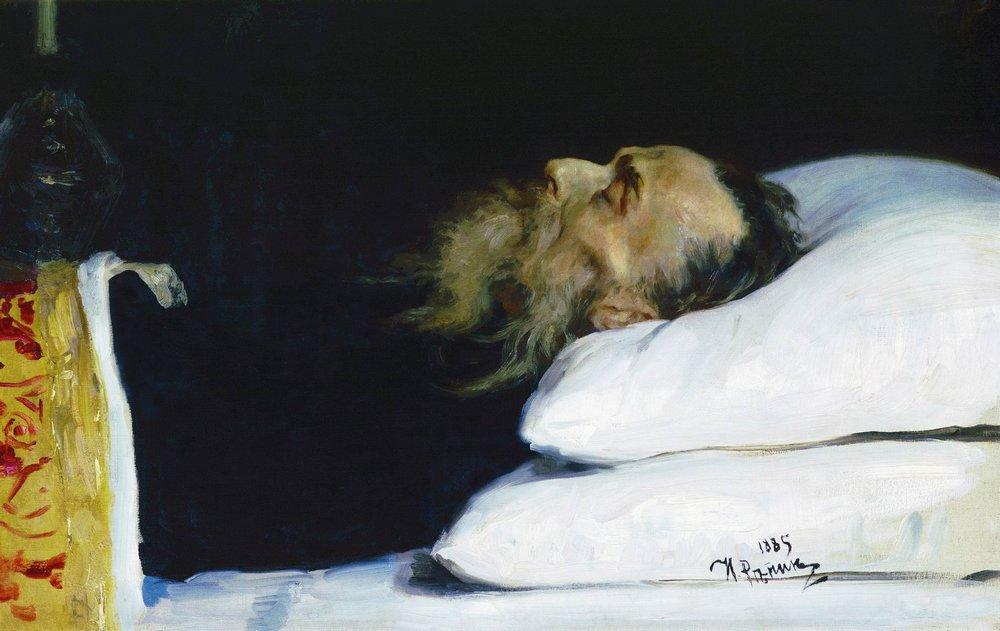
Илья Репин. «Историк Николай Иванович Костомаров в гробу», 1885 г.
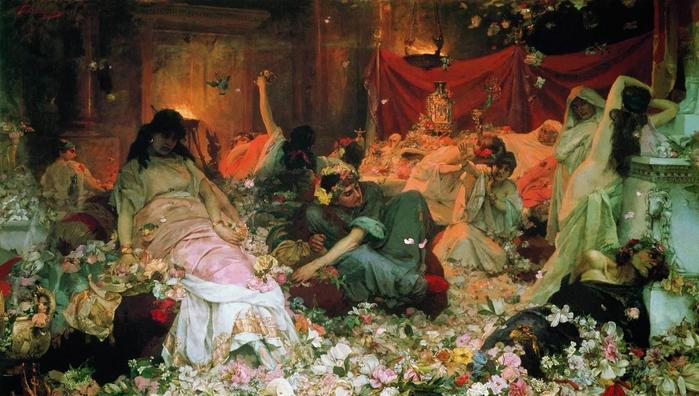
Павел Сведомский. «Погребённые в цветах гости Гелиогабала», 1886 г.
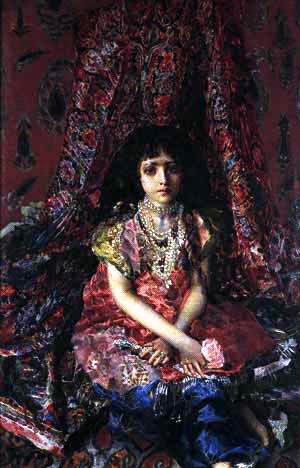
Михаил Врубель. «Девочка на фоне персидского ковра», 1886 г.
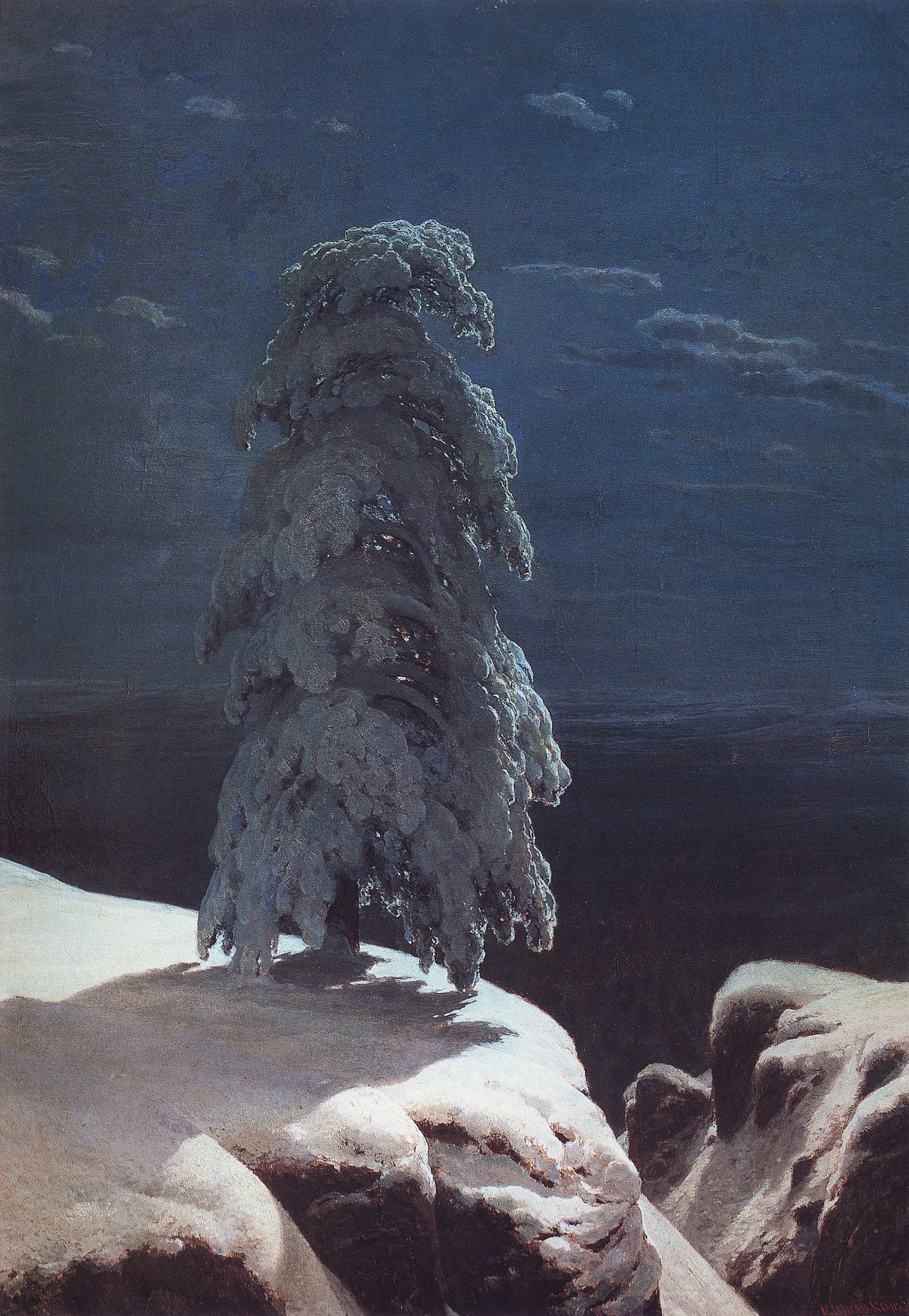
Иван Шишкин. «На севере диком...», 1891 г.
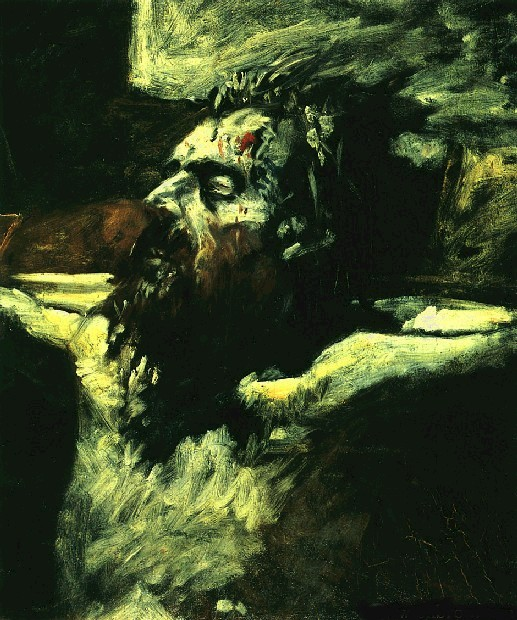
Николай Ге. «Голова распятого Христа» (эскиз к картине «Распятие»), 1892-1893 гг.
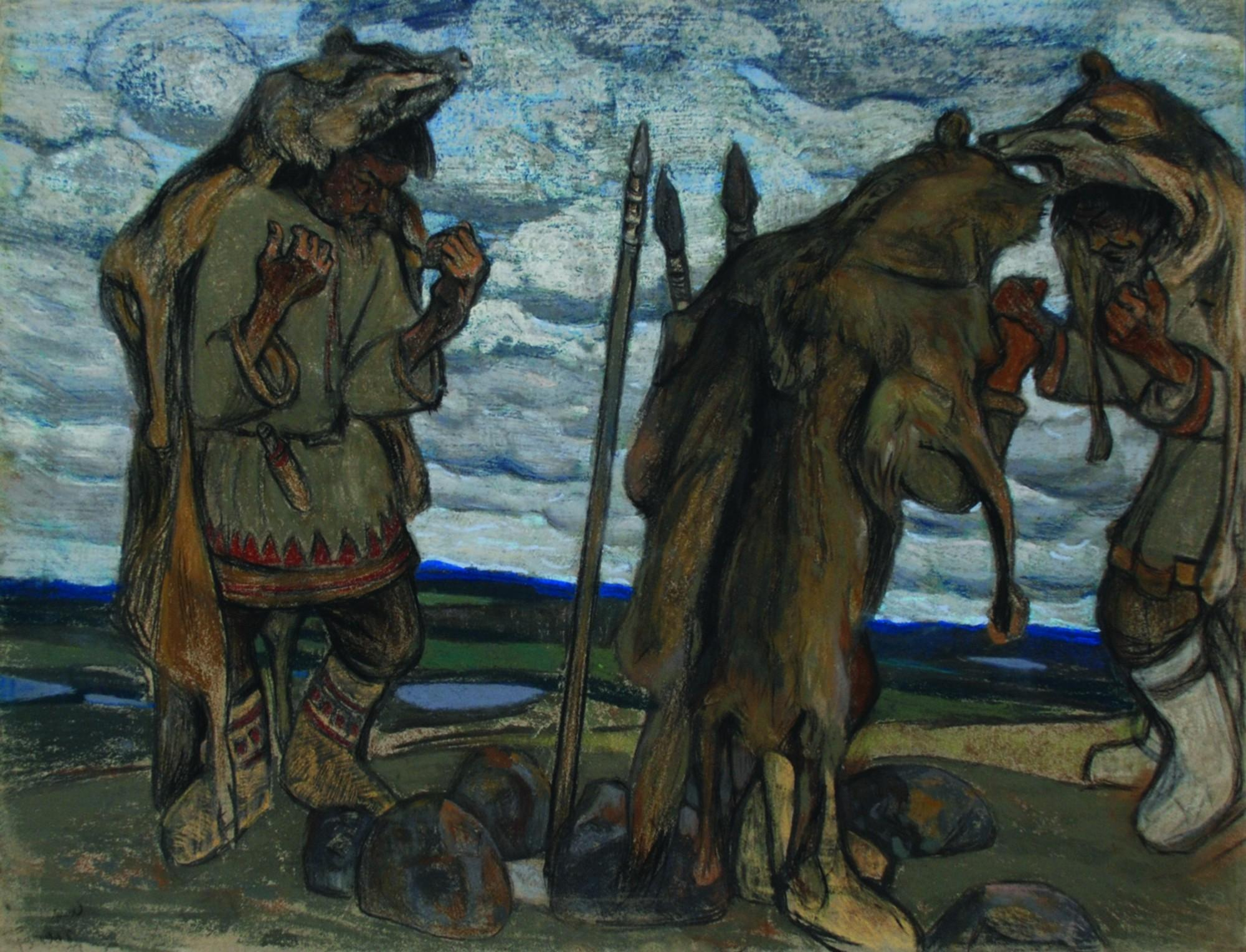
Николай Рерих. «Колдуны», 1905 г.
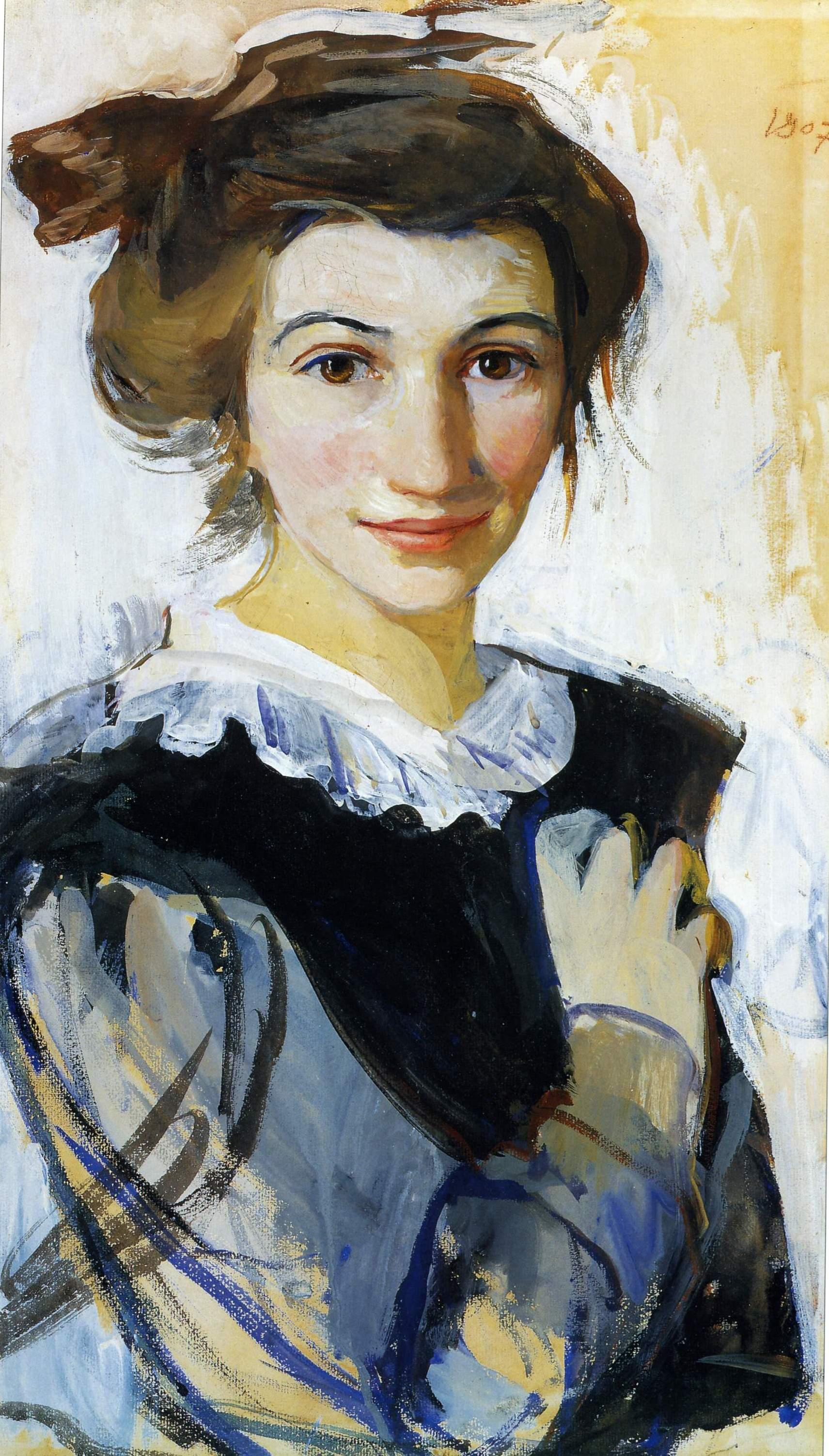
Зинаида Серебрякова. «Автопортрет в чёрном платье с белым воротником», 1907 г.
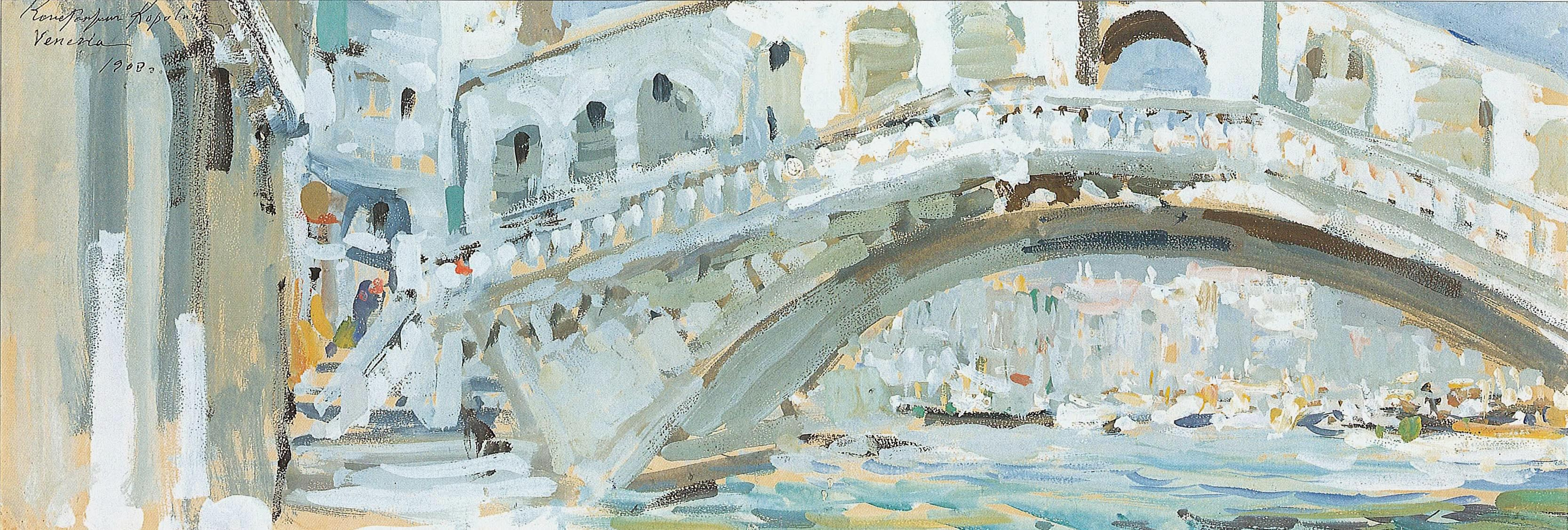
Константин Коровин. «Венеция. Мост Риальто», 1908 г.
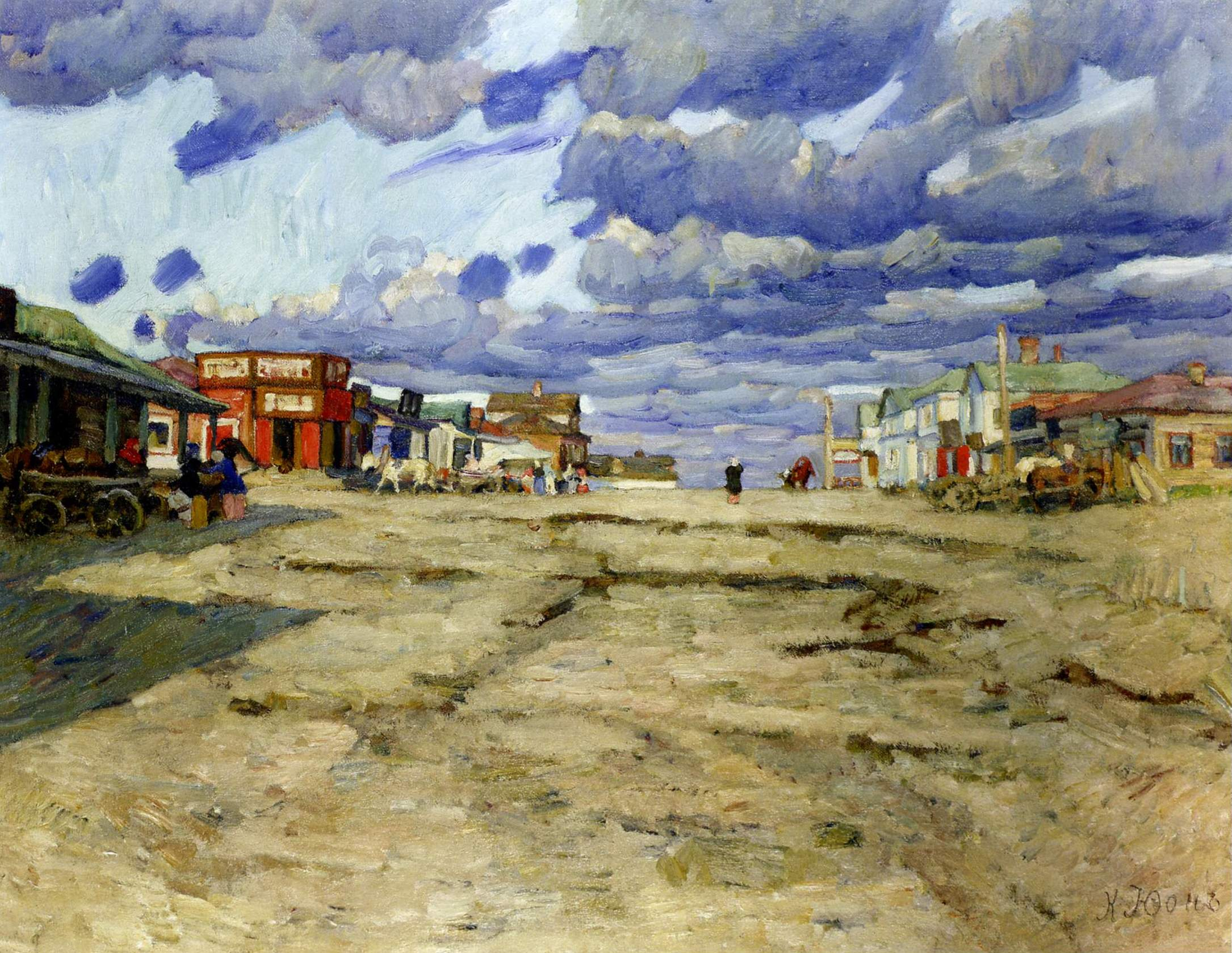
Константин Юон. «Город Воскресенск», 1908 г.
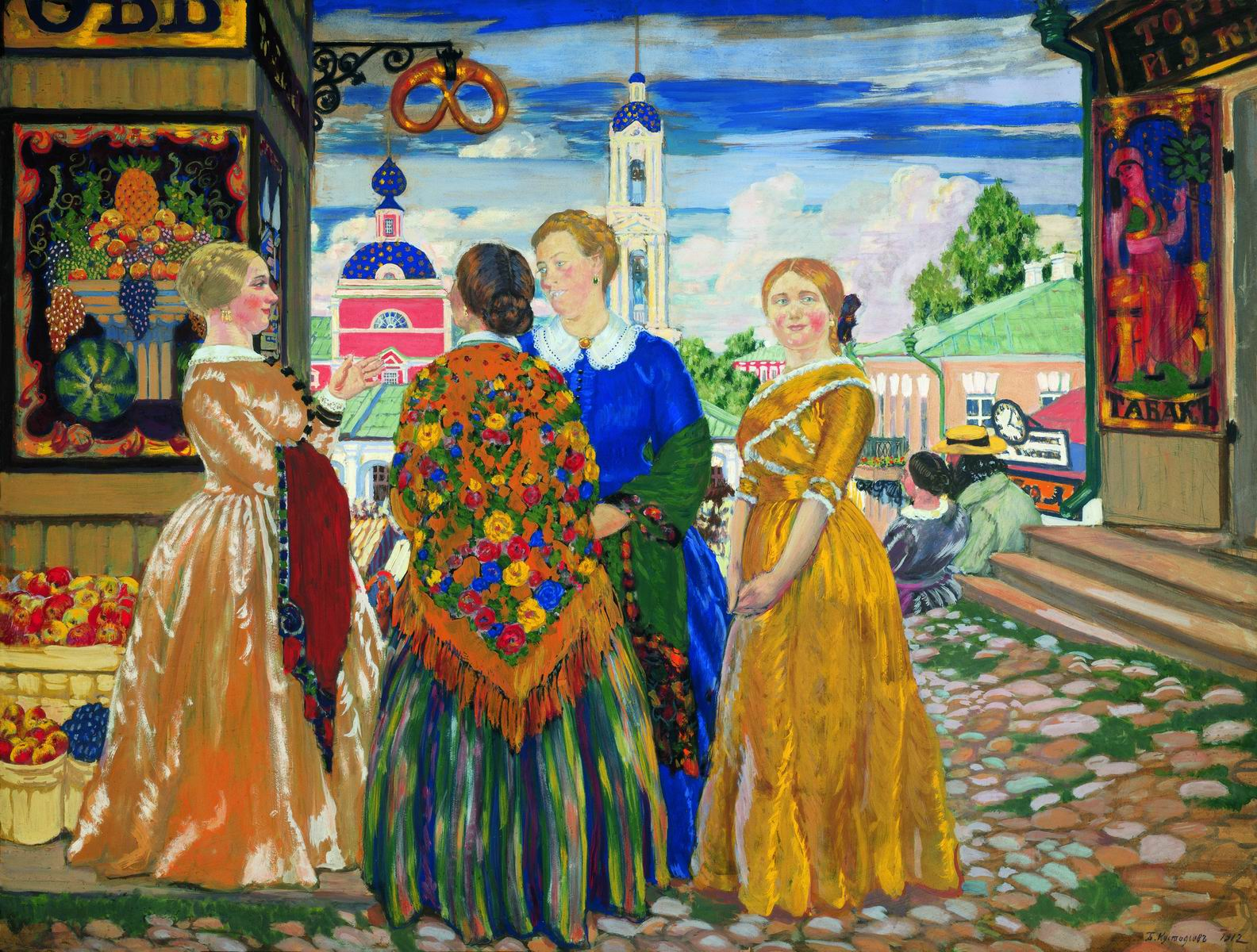
Борис Кустодиев. «Купчихи в Кинешме», 1912 г.

### Отдел советского искусства
Советское искусство представлено работами художников Б. Иогансона, С. Герасимова, Б. Ряузова, С. Чуйкова, Д. Байрамова, скульпторов И. Шадра, С. Кольцова.